# まんがイソップ物語 (テレビアニメ)
『まんがイソップ物語』（まんがイソップものがたり）は、1983年10月10日から同年12月23日（※12月23日の放送は既存のエピソードの再放送）までテレビ東京系列局で放送されていたテレビアニメである。テレビ東京と日本アニメーションの共同製作。全52話。放送時間は毎週月曜 - 金曜 19:15 - 19:30 （日本標準時）。

## 概要
アイソーポス（イソップ）の『イソップ寓話』を一話完結型の帯アニメにしたもので、日本でもよく知られている話からマイナーな話に至るまでさまざまなエピソードをアニメ化した。原作を忠実に制作されているが、アニメ化に伴い、残酷な描写などふさわしくない内容をカットしたり一部変更するなどアレンジされている。各エピソードのラストには「トン」「タン」「チー」という猿が登場し、作品を見た感想を互いに述べあったり、その話に因んだ寸劇を披露したりしていた。
放送開始半年前の1983年3月には、同名のアニメーション映画『まんがイソップ物語』が『東映まんがまつり』で上映されたが、こちらは東映動画（現・東映アニメーション）による作品であり、内容もまったくの別物である。
本作の終了後、それまで直前の時間帯に放送されていた15分の帯アニメ『あらいぐまラスカル』が30分に拡大した。そして同作品の終了後、同じく日本アニメーション製作の帯アニメ『リトル・エル・シドの冒険』がスタートした。
後述の通り、ネット配信は行われているが衛星波の再放送、映像ソフトの販売は今のところ予定はない。

## キャスト
- トン - 山本圭子
- タン - つかせのりこ
- チー - 川島千代子

その他
- 雨森雅司
- 青野武
- 大竹宏
- 大塚周夫
- 銀河万丈
- 郷里大輔
- 佐藤正治
- 塩沢兼人
- 塩屋浩三
- 柴田秀勝
- 田中亮一
- 鶴ひろみ
- 永井一郎
- 難波圭一
- はせさん治
- 古谷徹
- 三田ゆう子
- 宮内幸平
- 矢田耕司
- 八奈見乗児
- 渡辺菜生子

（協力 - 青二プロダクション）

## スタッフ
- 原作 - イソップ（『イソップ寓話』より）
- 音楽 - PEGMO、赤坂東児
- キャラクターデザイン - 熊田勇
- 絵コンテ - 黒川文男、横田和善、鈴木孝義、花井信也、殿河内勝、八木大、岡崎幸男、萩原亨、馬場健、尾鷲英俊 ほか
- 作画監督 - 石之博和
- 美術監督 - 河野次郎、海老沢登代
- プロデューサー - 中島順三、田中栄子
- 演出 - 岡部英二
- 製作 - テレビ東京、日本アニメーション

## 主題歌
「ハッピーデイズ」
作詞・作曲 - 長沢ヒロ / 編曲・歌 - PEGMO

## 各話リスト
| 話数 | サブタイトル             | 脚本       |
| ---- | ------------------------ | ---------- |
| 1    | アリとキリギリス         | 中原朗     |
| 2    | しっぽを切られたキツネ   | 湯浅弘子   |
| 3    | 北風と太陽               | 中野顕彰   |
| 4    | ライオンとネズミ         | 椋露地桂子 |
| 5    | ウサギとカメ             | 渡辺麻実   |
| 6    | シカとライオン           | 中原朗     |
| 7    | カラスと鳥たち           | 湯浅弘子   |
| 8    | 王様を求めるカエルたち   | 椋露地桂子 |
| 9    | うそつきの羊飼い         | 中野顕彰   |
| 10   | アリとハト               | 渡辺麻実   |
| 11   | ロバとオンドリとライオン | 中原朗     |
| 12   | イノシシとキツネ         | 中原朗     |
| 13   | オオカミと子ギツネ\      | 岡島栄     |
| 14   | りこうなニワトリ         | 渡辺麻実   |
| 15   | きこりとヘルメス         | 椋露地桂子 |
| 16   | 田舎ネズミと都会ネズミ   | 渡辺麻実   |
| 17   | キツネときこり           | 中野顕彰   |
| 18   | 欲ばりな犬               | 中野顕彰   |
| 19   | めすネコとアフロディテ   | 椋露地桂子 |
| 20   | 盗みをした子と母         | 椋露地桂子 |
| 21   | ライオンとウサギ         | 中原朗     |
| 22   | 毛を刈られる羊           | 中原朗     |
| 23   | ワシのおんがえし         | 渡辺麻実   |
| 24   | 子羊と笛を吹くオオカミ   | 湯浅弘子   |
| 25   | 農夫とその子どもたち     | 椋露地桂子 |
| 26   | キツネとヤギ             | 中野顕彰   |
| 27   | 白いカラス               | 中野顕彰   |
| 28   | 女とめんどり             | 椋露地桂子 |
| 29   | オオカミとおばあさん     | 湯浅弘子   |
| 30   | キツネとツル             | 中原朗     |
| 31   | ワシとキツネ             | 椋露地桂子 |
| 32   | 粉屋とロバ               | 中野顕彰   |
| 33   | まぬけなロバ             | 渡辺麻実   |
| 34   | 兄弟仲の悪い子どもたち   | 椋露地桂子 |
| 35   | おばあさんと医者         | 椋露地桂子 |
| 36   | 馬とロバ                 | 田辺満     |
| 37   | ワシとカラスと羊飼い     | 中原朗     |
| 38   | 父と娘たち               | 中野顕彰   |
| 39   | ロバとキツネとライオン   | 渡辺麻実   |
| 40   | ネズミとカエル           | 椋露地桂子 |
| 41   | 王様にえらばれたサル     | 中原朗     |
| 42   | シカとぶどうの木         | 渡辺麻実   |
| 43   | 旅人たちと熊             | 渡辺麻実   |
| 44   | ネズミたちとイタチ       | 中原朗     |
| 45   | うそつき                 | 中野顕彰   |
| 46   | カナリヤとコウモリ       | 渡辺麻実   |
| 47   | 年よりライオンとキツネ   | 椋露地桂子 |
| 48   | ロバとキリギリスたち     | 椋露地桂子 |
| 49   | ライオンと農夫           | 田辺満     |
| 50   | 予言者                   | 椋露地桂子 |
| 51   | 金の卵を産むニワトリ     | 田辺満     |
| 52   | ワシとカブトムシ         | 椋露地桂子 |

## 放送局
- テレビ東京（制作局）：月曜 - 金曜 19:15 - 19:30
- 富山テレビ：水曜 17:20 - 17:50[2]

## ネット配信
- 2020年8月9日から、アナライズログがYouTubeに開設したチャンネル「アニメログ」より毎日1話ずつ配信されている。